# Tracy Dineen
Tracy Dineen (* 2. Mai 1970) ist eine englische Badmintonspielerin.

## Karriere
Tracy Dineen war in England mehrfach bei den Nachwuchsmeisterschaften erfolgreich und gewann bei den Junioren auch Silber und Bronze bei den Europameisterschaften. Bei den Erwachsenen siegte sie 1991 und 1998 bei den Portugal International. 1998 war sie auch bei den Iceland International, Czech International und den Slovak International erfolgreich.

## Sportliche Erfolge
| Saison    | Veranstaltung                             | Disziplin   | Platz | Name                              |
| --------- | ----------------------------------------- | ----------- | ----- | --------------------------------- |
| 1987      | Junioren-Europameisterschaft              | Mixed       | 3     | Richard Harmsworth / Tracy Dineen |
| 1987      | Junioren-Europameisterschaft              | Damendoppel | 2     | Julie Munday / Tracy Dineen       |
| 1987      | England: Einzelmeisterschaft der Junioren | Mixed       | 1     | Richard Harmsworth / Tracy Dineen |
| 1988      | England: Einzelmeisterschaft der Junioren | Mixed       | 1     | Richard Harmsworth / Tracy Dineen |
| 1989      | Amor International                        | Damendoppel | 1     | Suzanne Louis-Lane / Tracy Dineen |
| 1991      | Portugal International                    | Mixed       | 1     | Chris Hunt / Tracy Dineen         |
| 1991      | Swiss Open                                | Dameneinzel | 3     | Tracy Dineen                      |
| 1998      | Slovak International                      | Damendoppel | 1     | Lorraine Cole / Tracey Dineen     |
| 1998      | Portugal International                    | Damendoppel | 1     | Tracy Dineen / Sarah Hardaker     |
| 1998      | Iceland International                     | Damendoppel | 1     | Tracy Dineen / Lorraine Cole      |
| 1998      | Czech International                       | Damendoppel | 1     | Lorraine Cole / Tracey Dineen     |
| 1998/1999 | EBU Circuit                               | Damendoppel | 1     | Lorraine Cole / Tracey Dineen     |
| 2006      | Senioren-Europameisterschaft 35+          | Damendoppel | 1     | Lorraine Cole / Tracey Dineen     |